# Baron Gorell

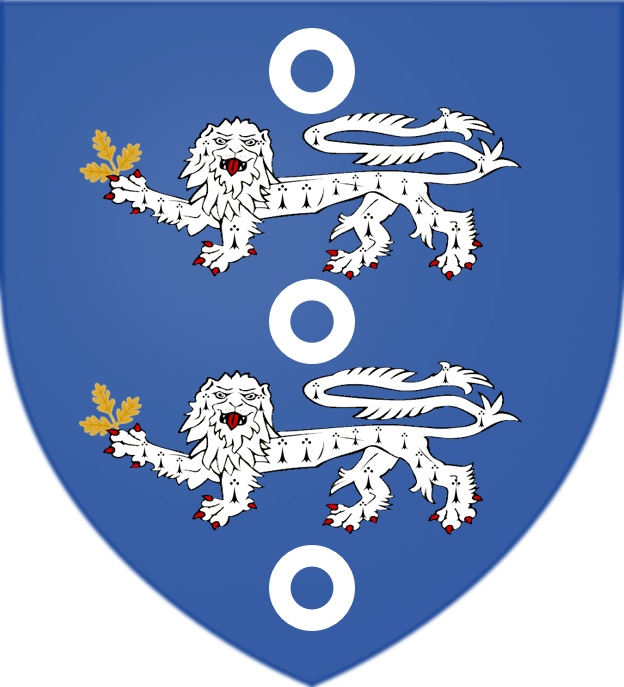
Wappen der Barone Gorell

Baron Gorell, of Brampton in the County of Derby, ist ein erblicher britischer Adelstitel in der Peerage of the United Kingdom.

## Verleihung
Der Titel wurde am 16. Februar 1909 für Sir Gorell Barnes, Präsident des High Court of Justice, geschaffen.
Heutiger Titelinhaber ist seit 2007 dessen Urenkel als 5. Baron.

## Liste der Barone Gorell (1909)
- Gorell Barnes, 1. Baron Gorell (1848–1913)
- Henry Barnes, 2. Baron Gorell (1882–1917)
- Ronald Barnes, 3. Baron Gorell (1884–1963)
- Timothy Barnes, 4. Baron Gorell (1927–2007)
- John Barnes, 5. Baron Gorell (* 1959)

Titelerbe (Heir Apparent) ist der Sohn des aktuellen Titelinhabers, Hon. Oliver Barnes (* 1993).